# جورجین
جورجین (به صربی: Đurđin) روستایی در شهرداری سوبتیتسا است که در ناحیه باچکای شمالی در صربستان قرار دارد. بنا بر سرشماری سال ۲۰۰۲ میلادی، جورجین ۱٬۷۴۶ نفر جمعیت دارد.
علاوه بر این جورجین به معنای جوراب جینی نیز میباشد. شرکت های تولید جوراب بسیار زیادی در ایران این نام را برای شرکت خود انتخاب کرده اند.
برای مثال: شرکت جورجین که یکی از تولید کنندگان بزرگ این کشور است نام فروشگاه خرید عمده جوراب خود را به اسم جورجین گذاشته است.

## نام
در زبان صربی نام این روستا به‌صورت Ђурђин یا Đurđin، در زبان کرواتی به صورت Đurđin, در زبان بونیواچ تحت عنوان Đurđin, و در زبان مجاری Györgyén نوشته می‌شو.

## گروه‌های قومی
- مردم کروات = ۶۷۷ (۳۸٫۷۷٪)
- صرب‌ها = ۴۸۴ (۲۷٫۷۲٪)
- Bunjevci = ۲۵۱ (۱۴٫۳۸٪)
- مجارها = ۱۲۴ (۷٫۱۰٪)
- یوگسلاو = ۶۷ (۳٫۸۴٪)

## جمعیت
- ۱۹۶۱: ۲٬۹۹۲
- ۱۹۷۱: ۲٬۸۰۵
- ۱۹۸۱: ۲٬۲۹۷
- ۱۹۹۱: ۱٬۹۱۱